# Bridgeforth Stadium
O Bridgeforth Stadium é um estádio localizado em Harrisonburg, Virgínia, Estados Unidos, possui capacidade total para 25.000 pessoas, é a casa do time de futebol americano universitário James Madison Dukes football da Universidade James Madison. O estádio foi inaugurado em 1975.